# Mammane Sani
Mammane Sani est un musicien électronique nigérien né à Accra au Ghana en 1952.

## Biographie
Il est né en 1952 à Accra au Ghana de mère ghanéenne et de père nigérien. Après que sa famille s'installe au Niger à la fin des années cinquante, il débute la musique en 1968 alors qu'il est élève à l'école normale de Zinder. Il exerce ensuite le métier d'enseignant, avant de terminer sa carrière détaché à l'UNESCO. En 1978 il découvre l'orgue électronique et en achète un à la même époque. Un ami travaillant à Télé Sahel lui donne l'opportunité de travailler à la télévision pour composer des indicatifs et jingles ainsi que de s'y produire, ce qui le rend célèbre. C'est aussi à cette période que son premier album Mammane Sani et son orgue électronique est édité en cassette, enregistré en deux prises aux studios de la radio nationale il n'est publié qu'a une centaine d'exemplaires. Il ne parvient pas à faire publier ses autres enregistrements. Tout en conservant son métier d'origine, il se produit occasionnellement lors d’événements familiaux. En 2008-2009 lors de recherches aux archives musicales du musée de Niamey le musicien et producteur américain Christopher Kirkley écoute ce premier disque et décide de le republier sur son label Sahel Sounds en 2013,. D'autres enregistrements restés inédits sont ensuite édités par le même label et il se produit en Europe notamment en France,, Espagne et Italie. Il vit actuellement à Niamey

## Discographie
- Mammane Sani et son orgue « la musique électronique du Niger » - Sahel sounds 2013.  SS-011 MRP-034